# Pōmare IV
Pōmare IV, née ‘Aimata, le 28 février 1813 à Tahiti et morte le 17 septembre 1877 à Papeete (Tahiti), est reine de Tahiti, de Moorea et dépendances — les Tuamotu de l'ouest, ainsi que Raivavae et Tubuai aux Australes — de 1827 à 1877, d'abord sous l'influence des missionnaires britanniques, puis sous le protectorat français. Seule reine régnante de Tahiti, elle appartenait à la dynastie tahitienne des Pōmare et régna pendant cinquante ans, le plus long règne de toute l'histoire de l'île.
Elle lutta en vain contre l'intervention française, écrivant au roi Louis-Philippe Ier de France et à la reine Victoria, demandant en vain une intervention britannique et s'exilant à Raʻiatea en signe de protestation. Ce qui suivit fut la sanglante guerre franco-tahitienne qui dura de 1843 à 1847, impliquant tous les autres royaumes voisins de Tahiti. Les Tahitiens ont subi de nombreuses pertes, mais les pertes françaises ont également été importantes. Bien que les Britanniques n'aient jamais assisté les Tahitiens, ils ont activement condamné la France et la guerre a presque éclaté entre les deux puissances du Pacifique. Ces conflits se sont soldés par la défaite des forces tahitiennes au fort de Fatahua. Les Français ont été victorieux, mais ils n'ont pas pu annexer l'île à cause de la pression diplomatique de la Grande-Bretagne. Tahiti et Moorea ont donc continué à être dirigés par les Pōmare sous le protectorat français. Une clause du règlement de guerre stipulait que les alliés de la reine Pōmare, c'est-à-dire les royaumes de Huahine, Raʻiatea et de Bora-Bora, seraient autorisés à rester indépendants. Le protectorat français est confirmé en 1847 par la convention franco-anglaise de Jarnac.
Pōmare IV finit par céder et gouverne sous l’administration française de 1847 jusqu'à sa mort. La reine est enterrée dans le mausolée royal, Papa’oa, Arue. Son fils, Pōmare V, lui succède comme roi de Tahiti en 1877.

## Nom et dynastie
Son nom de naissance, ‘Aimata (‘ai, « manger » et mata, « œil ») vient selon Teuira Henry, repris par Alexandre Juster, « de l'ancienne coutume qui voulait que l'on présentât au souverain l'œil d'une victime humaine à l'occasion de cérémonies religieuses au marae ».
Le nom de Pōmare n'est quant à lui pas un prénom, ni un patronyme, mais un titre de la dynastie Pōmare.

## Biographie

### Jeunesse et accession au trône

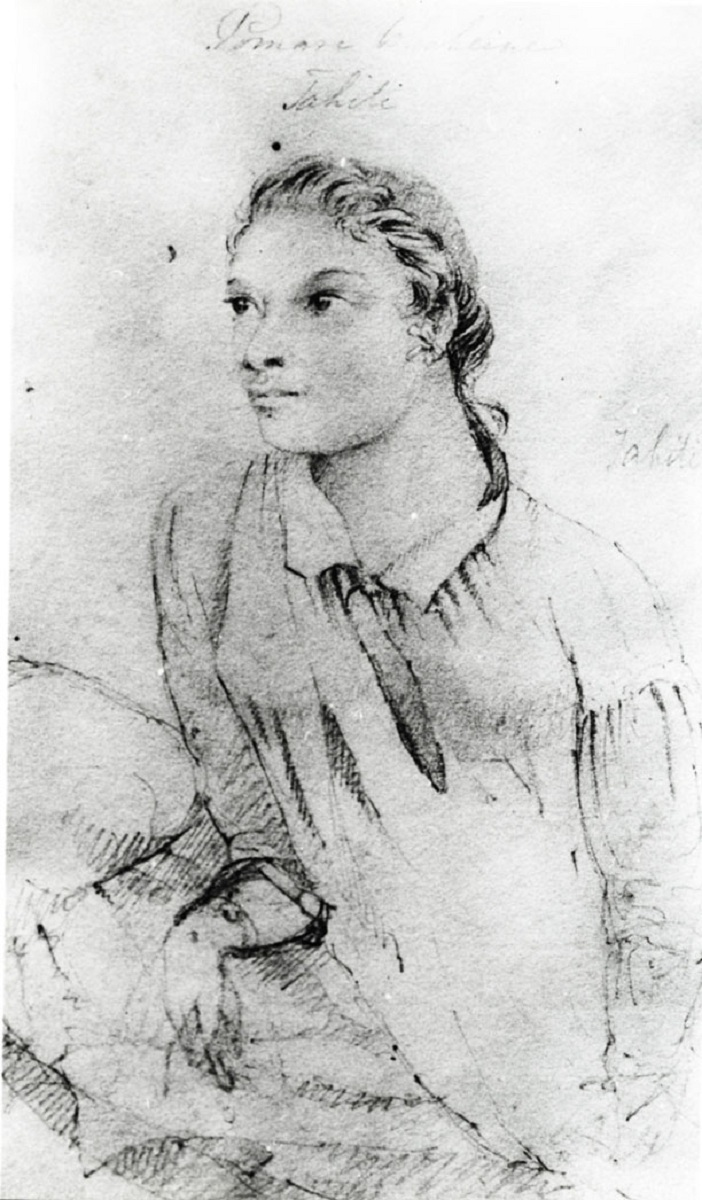
Gravure de la jeune princesse Aimata avant son accession au trône.

Nommée ‘Aimata à la naissance, elle est officiellement la fille de Pōmare II, roi de Tahiti et de la princesse Teremoemoe Tamatoa, fille de Tamatoa III, roi de Raiatea. Cependant, son père rejette cette version de son vivant, la qualifiant avec les missionnaires comme étant la fille issue d'un adultère, ou la fille d'une concubine,,.
Sa naissance se déroule dans une société en pleine transition qui accueille de nouvelles conceptions religieuses. Pōmare II est un roi autoritaire et despotique qui convoite les intérêts d'un rapprochement avec les Britanniques. Il entame cette politique par l'intermédiaire des missionnaires qui le baptisent en 1812. Il fait instruire 'Aimata dès ses deux ans en anglais. En 1819, il édicte un code de loi sur les indications des missionnaires. Ces derniers accordent peu d'importance à l'éducation d'Aimata et se concentrent sur celle de Pōmare III. Ces changements mettent fin à de nombreuses traditions, provoque la levée du tapu des cultes polynésiens,.
À l'âge de neuf ans, un mariage est arrangé avec Tapoa, chef de Bora-Bora âgé de seize ans, leur mariage a lieu en 1822.
Lorsque le 7 décembre 1821 Pōmare II meurt, son fils Pōmare III n’a qu’un an. Sa tante Teriitaria, son oncle et les religieux assurent alors la régence, jusqu’au 21 mai 1824, date à laquelle les missionnaires procèdent à son couronnement, cérémonie inédite à Tahiti. Profitant de la faiblesse des Pōmare, les chefs locaux récupèrent une partie de leur pouvoir et prennent le titre héréditaire de Tavana (issu de l’anglais governor). Les missionnaires en profitent aussi pour modifier l’organisation des pouvoirs, et rapprocher la monarchie royale tahitienne d’une monarchie constitutionnelle plus proche du modèle anglais. Ils créent ainsi l’assemblée législative tahitienne, qui siège pour la première fois le 23 février 1824.
En 1827, le jeune Pōmare III meurt subitement. Sa demi-sœur, 'Aimata, âgée de 13 ans, unique enfant survivant du roi Pōmare II, lui succède et prend le titre de Pōmare IV. Cependant, sa légitimité pose question puisque, de son vivant, Pōmare II assure qu'Aimata est la fille d'un autre homme. À cause de cela, le couronnement de Pōmare IV se fait en toute discretion. Son nom polynésien complet, en tant que reine, est ʻAimata Pōmare IV Vahine-o-Punuateraʻitua. 

### Début de règne: l'influence des missionnaires

#### Confirmation du pouvoir

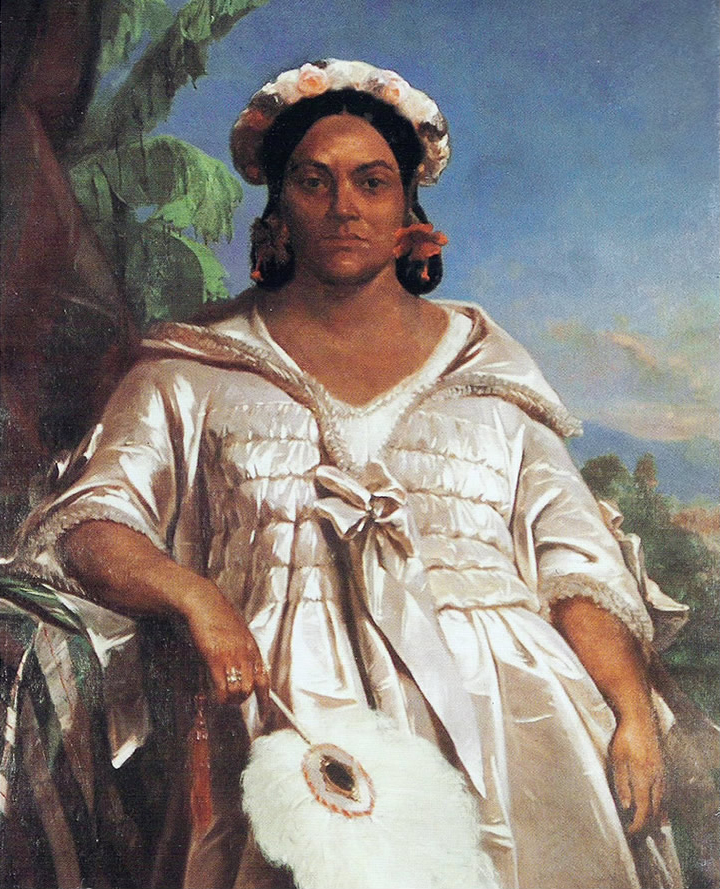
Portrait de la reine de Tahiti par Sébastien Charles Giraud.

Dans les premières années, elle semble avoir voulu s'écarter de la religion protestante, devenue officielle sous le règne de son père, en favorisant un culte local, la secte des Mamaia. Jacques-Antoine Moerenhout indique qu'elle « réintègre de nombreuses dances et musiques tahitiennes que les missionnaires jugent obscènes ». Elle participe activement aux différentes pratiques, ainsi qu'à la promiscuité sexuelle de ces rites, si bien que les missionnaires pensent qu'elle contracte la syphilis.
Dès son début de règne, elle se montre également hostile aux nouvelles lois établies par son père en 1819, se retrouvant parfois proche de provoquer un conflit avec les chefs prompts à renforcer leur pouvoir au travers du To'ohitu. Sa participation à des danses proscrites provoque la colère de deux membres de la cour judiciaire, qui invoquent la menacent d'engager un procès public.
En 1830, lors d'une visite à Raiatea, elle exige la tenue d'une cérémonie traditionnelle interrompue en 1819 par Pōmare II. Les missionnaires suggèrent à Pōmare IV d'exiger une taxe annuelle au lieu d'effectuer cette cérémonie, mais elle refuse. L'influence des missionnaires installés dans la baie de Papeete depuis 1818 s'est suffisamment développée pour que plusieurs chefs s'opposent à la décision de la reine et la menacent de destitution. Invoquant une rébellion, Pōmare IV envisage une répression militaire mais les missionnaires parviennent à l'en dissuader et trouver un compromis entre les chefs, acceptant la tenue de la cérémonie traditionnelle.
En 1832, la situation conflictuelle interne pousse son mari Tapoa à diriger les chefs de Bora-Bora dans une attaque malavisée contre Tamatoa IV de Raiatea. Perçu comme une trahison, Pōmare IV demande le divorce et épouse Ariifaaite Tenani'a, le frère aîné de Tamatoa IV. Cette union lui permet de renforcer les connexions sur les Îles Sous-le-Vent. Cependant, les différents chefs qui s'opposent au pouvoir politique de Pōmare IV invoquent les missionnaires et les lois relatives aux mariages afin de l'invalider ; cependant ces derniers ne sont pas unanimes. En parallèle, les adeptes du culte de Mamaia saisissent l'opportunité pour gonfler le conflit en demandant que le code de loi de 1819 soit supprimé. Les forces de Pōmare IV l'emportent et les chefs hostiles à la reine sont bannis de Tahiti.

#### Ingérences internationales
Durant ce conflit, Pōmare IV se rapproche de certains missionnaires qui lui sont favorables, afin de légitimer ses actions et renforcer son statut d'Ari'i Ahi (monarque de Tahiti). Cependant, elle se retrouve confrontée à une ingérence croissante des différents européens qui transitent par l'île et ne parvient pas à imposer les lois sur les marins. William Ellis indique que les navires américains pervertissent les habitants en vendant du rhum à bas prix. Sous les conseils des missionnaires et avec l'accord des juges du droit polynésien, Pōmare IV fait interdire la vente d'alcool en 1834. Cependant, malgré cela, de nombreux marchands bravent l'interdit sans être poursuivi. La situation est telle qu'elle est considérée comme une forme d’agression étrangère.

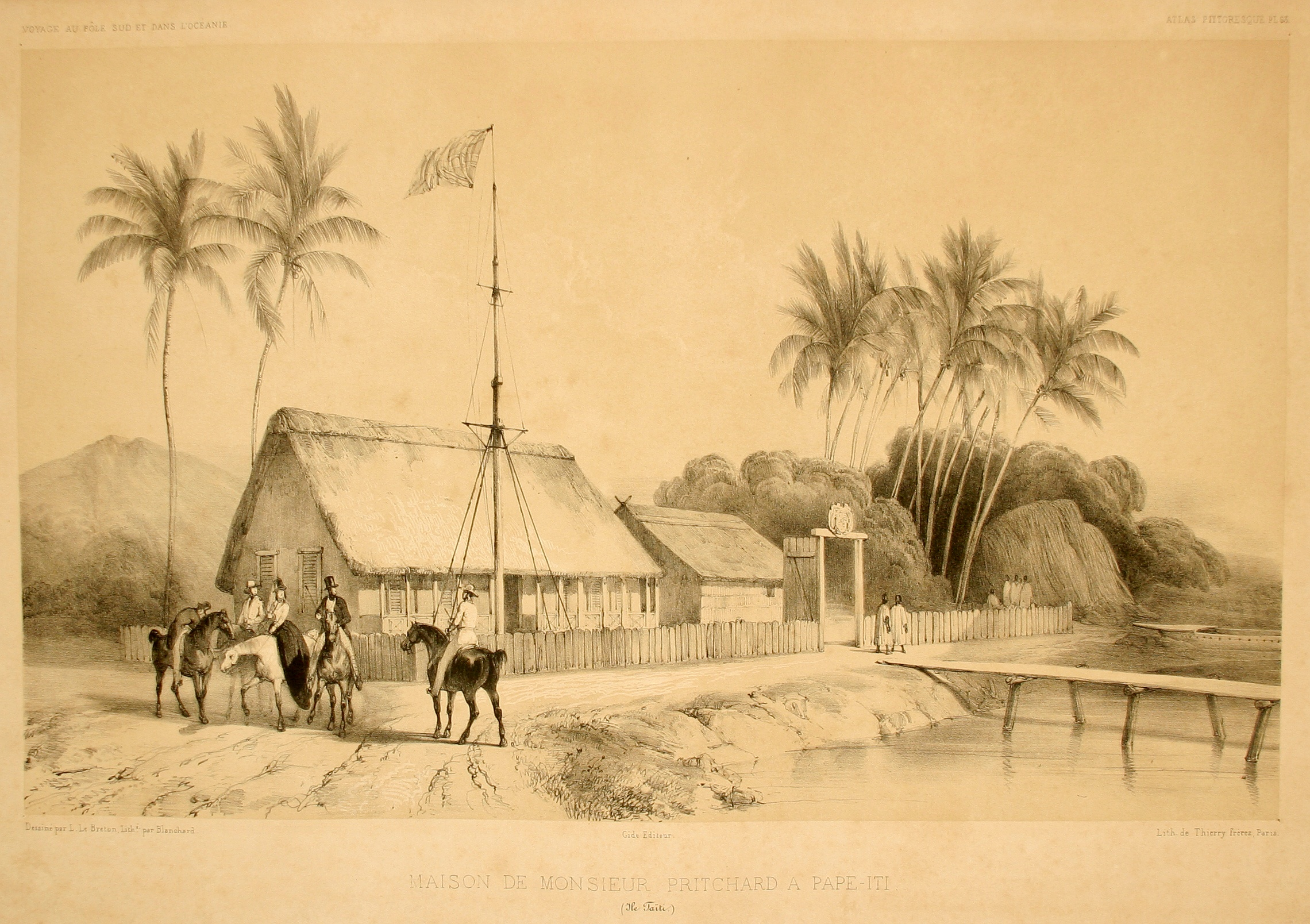
Maison de George Pritchard à Papeete, 1846.

Après un début de règne hostile au christianisme, Pōmare IV décide de se convertir en 1836 dans un espoir de rapprochement avec l'Empire britannique. Dans les années 1830, un rôle essentiel est joué par le pasteur George Pritchard, son principal conseiller, qui suggère à la reine d'effectuer cette démarche dans le cadre d'engager des relations bénéfiques. En réalité, l'arrivée du prêtre belge Jacques-Antoine Moerenhout, engagé par les Américains, motive ses intentions à accélérer cette conversion quitte à ce qu'elle ne soit que de façade,. Le choix du protestantisme se fait dès lors en opposition aux ingérences des missions catholiques françaises nouvellement arrivées. Le pouvoir des Pōmare est devenu plus symbolique que réel, et à plusieurs reprises la reine Pōmare demande en vain le protectorat de l’Angleterre. Pritchard suggère en 1839 à Palmerston de faire de Tahiti un protectorat britannique, mais celui-ci refuse.
En novembre 1835, Charles Darwin visite Tahiti, à bord du HMS Beagle (capitaine Robert FitzRoy). En 1842, l'Expédition Wilkes, United States Exploring Expedition visite la Polynésie ; Charles Wilkes, James Dwight Dana et Alfred Thomas Agate (en) fournissent des informations précieuses avec leurs observations.
En 1834, une mission catholique française (ordre des Pères de Picpus) s'implante aux îles Gambier. En 1836, la mission atteint Tahiti et Pōmare IV exige leur retrait en vertu des lois tahitiennes qui doivent encore statuer sur l'approbation du prêche du catholicisme. En parallèle, George Pritchard convainc le gouvernement américain de retirer Jacques-Antoine Moerenhout de sa mission. Celui-ci est invité à servir au consulat des Français. À cette époque se développe une politique française dans le Pacifique, dans le but de limiter l'extension de la domination britannique, installée en Australie et qui prend le contrôle de la Nouvelle-Zélande en 1840.

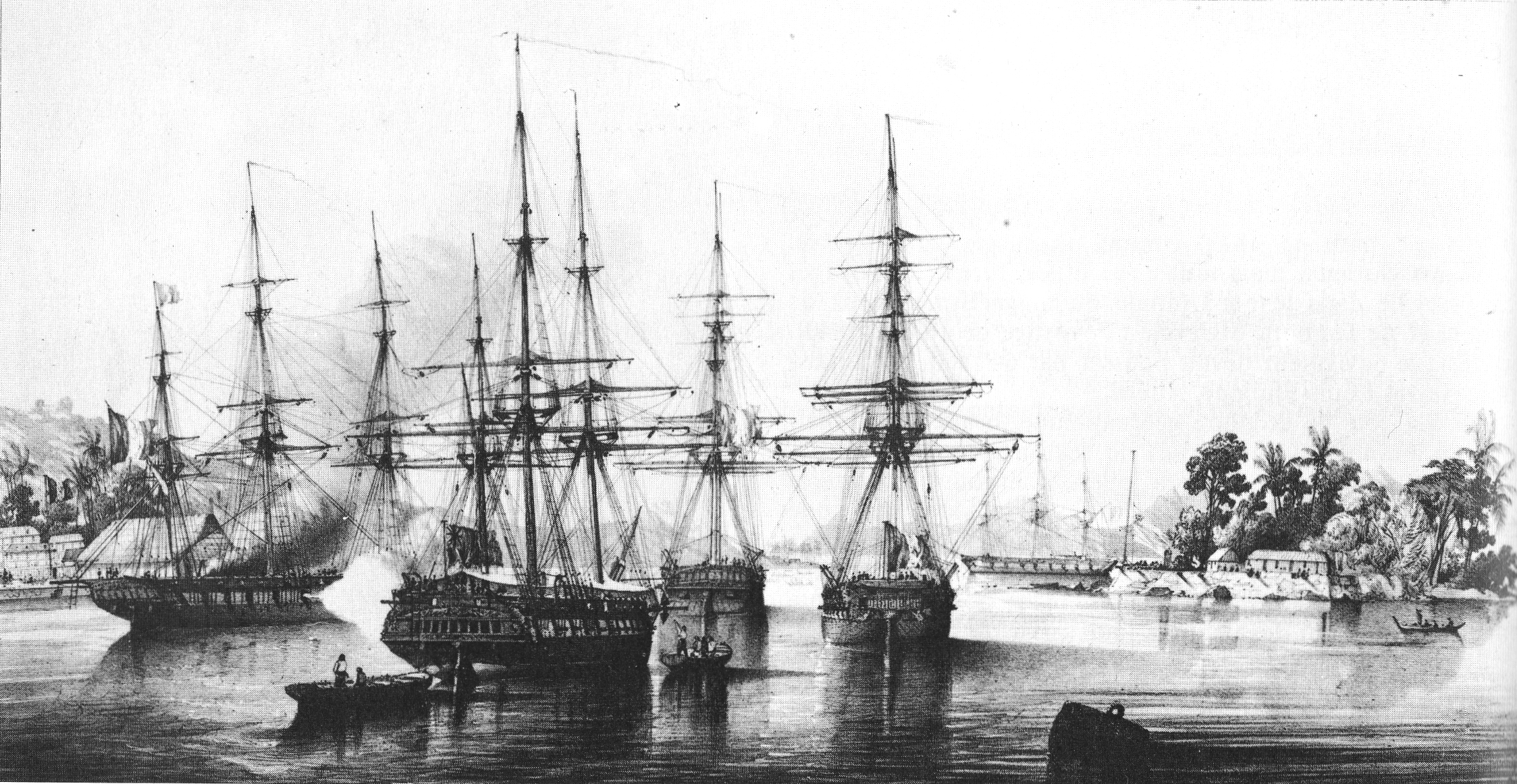
Dupetit-Thouars prenant possession de Tahiti le 9 septembre 1842.

En réaction, la France envoie en 1838 l’amiral Abel Aubert du Petit-Thouars pour enquêter sur le traitement et les raisons de l'expulsion des prêtres français et s'assurer de la sécurité des résidents français sur l'île. Jacques-Antoine Moerenhout relève une série d'abus à l'encontre des Français, sur laquelle l'amiral s'appuie pour exiger réparation. Pōmare IV accepte de payer l'indemnité et de signer un traité de protection des citoyens français sous la menace de bombardement naval par l'amiral,.
En 1841, Cyrille Pierre Théodore Laplace arrive sur l'île et organise avec Jacques-Antoine Moerenhout la signature d'un traité abrogeant les lois d'interdiction de pratique du catholicisme. Ils profitent de l'absence de Pōmare IV, en train de donner naissance sur l'île de Moorea, et de George Pritchard pour convaincre les chefs et juges du droit polynésien. Ces derniers acceptent de signer un document de protectorat français. Lorsqu'elle en prend connaissance, Pōmare IV dénonce l'irrecevabilité du document, provoquant le retour en 1842 de l'amiral Petit-Thouars, qui la force à signer sous la menace d'un bombardement naval,,.

### Guerre franco-tahitienne

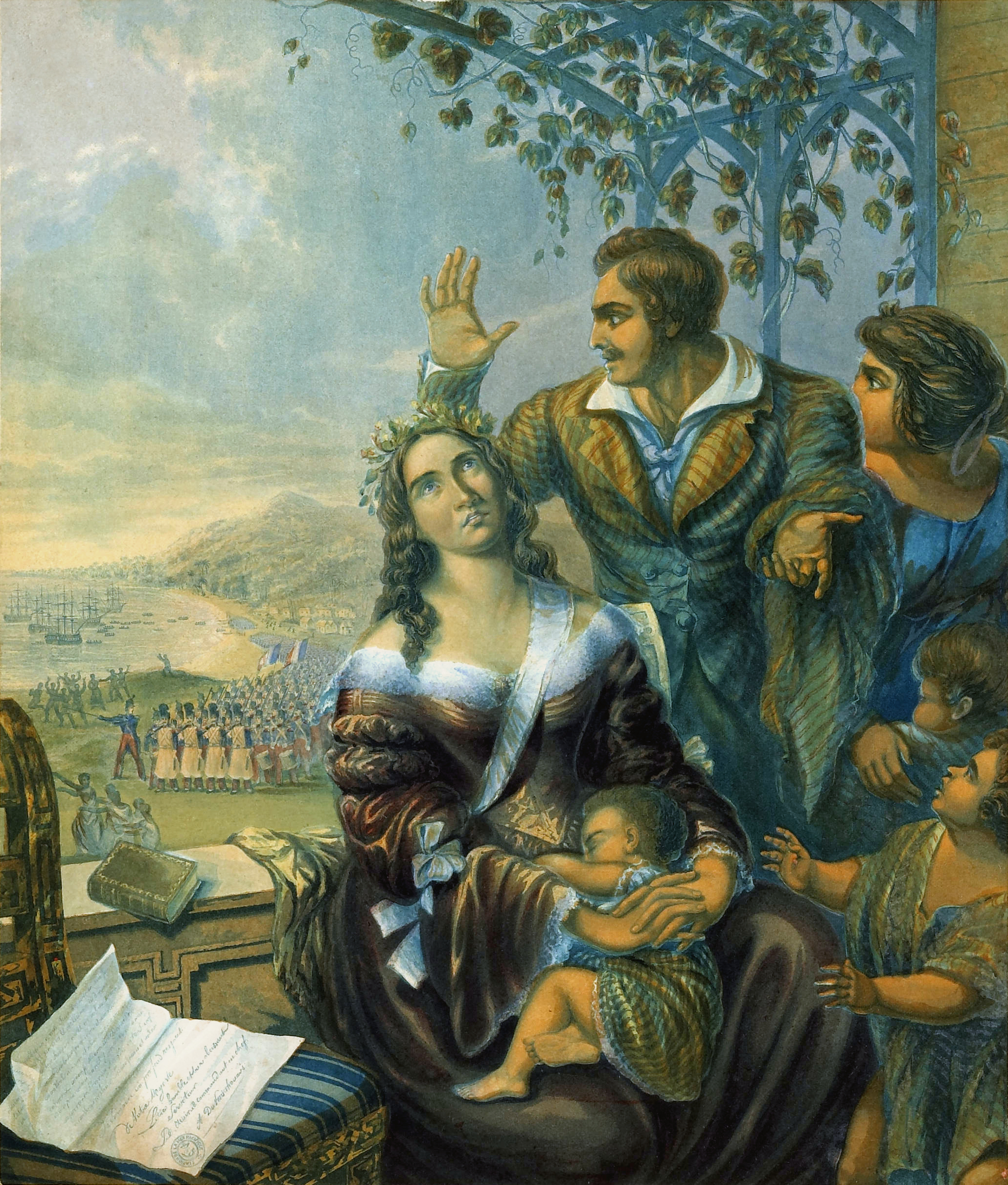
La reine lors de l'arrivée des français (1845).

Dans le cadre de ce traité, la France reconnaît la souveraineté de l’État tahitien. La reine est responsable des affaires intérieures, tandis que la France dirige les relations extérieures, et assure la défense et le maintien de l’ordre. Avec la signature du traité de protectorat débute une lutte d’influence entre les protestants anglais et les représentants français, qui déclenche une crise diplomatique franco-anglaise, dite « affaire Pritchard ».
En effet, Pōmare IV ne reconnait pas le traité et, sur conseil du pasteur Pritchard, décide de hisser le drapeau tahitien et de demander le protectorat de la reine Victoria. En représailles, l’amiral Du Petit-Thouars investit l'île et l'annexe le 6 novembre 1843. Il destitue la reine et y installe le gouverneur Armand Joseph Bruat comme chef de la nouvelle colonie,. L’annexion déclenche alors l’exil de la reine en 1844, se réfugiant d'abord sur un navire anglais, le Basilisk, puis à Raiatea aux îles Sous-le-Vent. Dès lors, elle refuse toute négociation pendant la guerre franco-tahitienne qui se déroula de 1844 à 1846, entre les troupes françaises et rebelles tahitiens anglophiles.

Durant le conflit, un groupe de rebelles se réfugie dans le fort de la Fautaua, sur les hauteurs de Pirae. Ils ont été chassés de la vallée par les troupes de Bruat envoyées par la monarchie de Juillet pour réprimer l'insurrection.

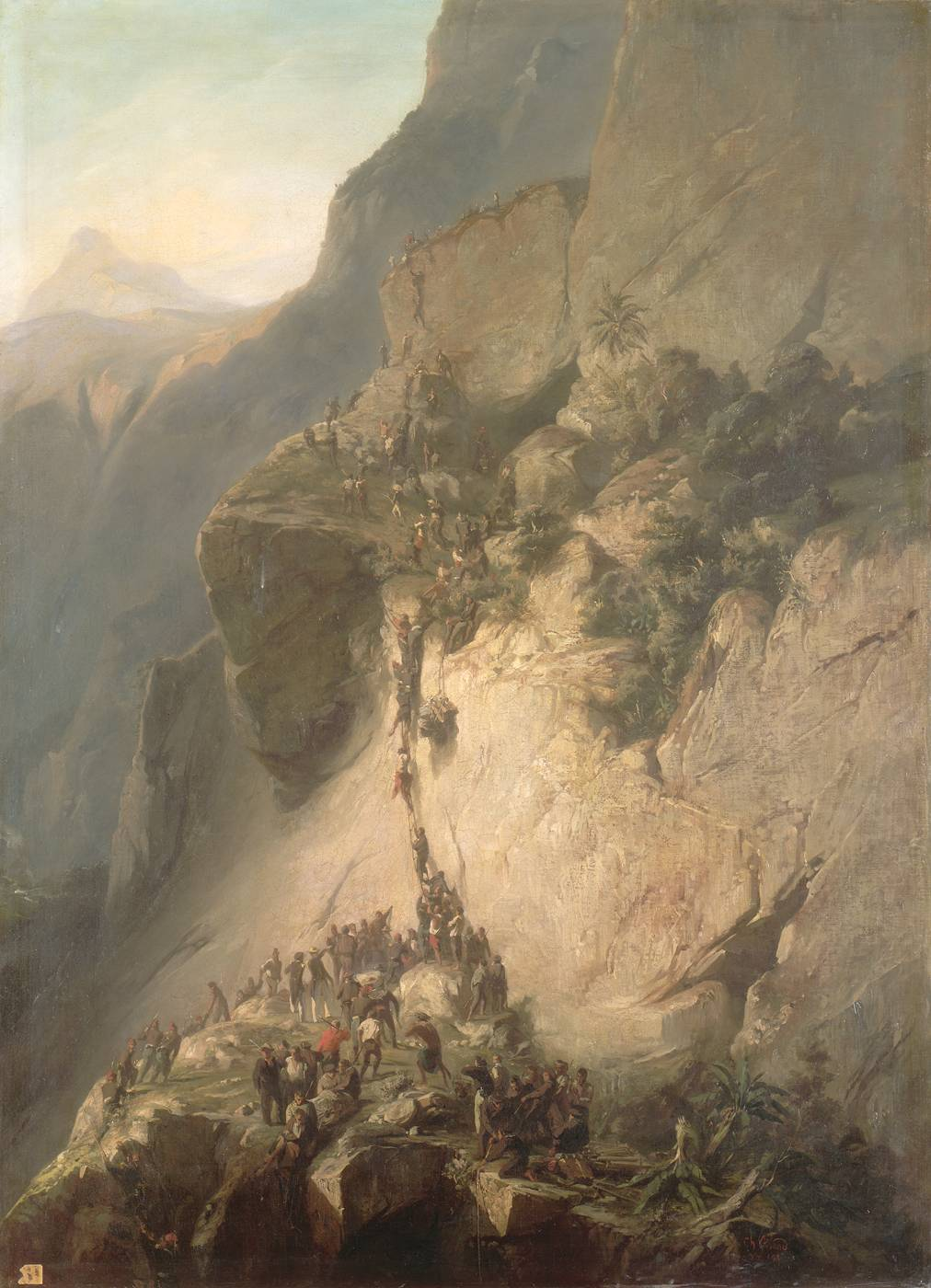
Prise du fort de Fautahua à Tahiti, par Sébastien Charles Giraud, 1857.

En avril 1844, la résistance tahitienne s'amplifie et le gouverneur Bruat décide de contre-attaquer massivement en envoyant à Mahaena l'ensemble de ses troupes. C'est lors de ces combats que le lieutenant Nansouty trouva la mort. La guerre se termine le 17 décembre 1846 à la prise de Fatahua par les troupes françaises.
Durant son exil, Pōmare IV mobilise des efforts diplomatiques auprès de la reine Victoria pour protéger l'indépendance de Tahiti. Elle s'appuie sur les liens historiques entre les deux pays, invoquant des arguments fondés sur la solidarité entre reines, la foi chrétienne et les principes de souveraineté. Elle se montre également critique dans ses lettres à l'égard du silence britannique et exhorte l'Empire à achever la mission amorcée par les protestants. En parallèle, Pōmare IV tente d'obtenir la sympathie de Louis-Philippe Ier, sans succès. Elle défend son autorité en brandissant son droit souverain et en appelant au respect de sa position de reine et de mère.
Ces demandent se transforment en tractations médiatiques dans lesquelles l'image de Pōmare fait l'objet de nombreuses déformations selon qu'on se trouve dans la presse britannique ou française. Tahiti se trouve en première page de nombreux journaux européens et Pōmare se transforme en une figure romantique anticolonialiste ou, à l'inverse, en une reine avinée qui collabore avec les Anglais.
Ces appels restent sans réponse officielle. Cependant, ses lettres publiées dans le London Times suscitent l'émotion de la population. Les considérations stratégiques et diplomatiques de ces deux grandes puissances n'aboutissent à aucune intervention officielle, à l'exception des excuses officielles de Louis-Philippe Ier pour les actions orchestrées par l'amiral Du Petit-Thouars.
La guerre se termine en décembre 1846 avec la victoire des Français. Dès lors, Pōmare IV peut revenir à Papeete le 9 février 1847 et reprendre place sur le trône en acceptant le protectorat confirmé par la convention franco-anglaise de Jarnac. Ce dernier réduit considérablement ses pouvoirs au profit de ceux du commissaire.

### Protectorat français

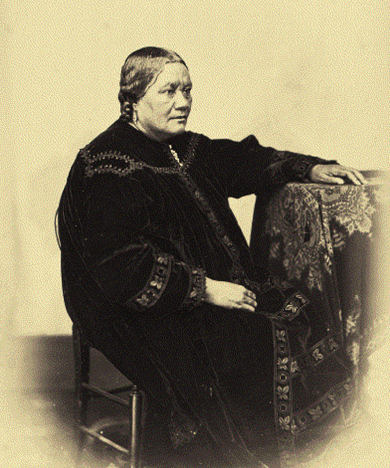
Photographie de la reine Pōmare IV vers 1870, par Paul-Émile Miot.

Ce nouveau statut accorde à la reine le pouvoir exécutif mais elle doit partager la plupart des fonctions importantes avec le représentant de la France, alors désigné comme Commissaire (royal, puis impérial) : convocation de l’assemblée législative, nomination des chefs et des juges de district, promulgation des lois. Toutes les forces armées et les corps de police étaient placés sous les ordres du commissaire. Elle règne donc sous le contrôle de l'administration française de 1847 à 1877,. Bien que les gouverneurs tentent de limiter son influence, Pōmare s'appuie sur ses droits fonciers, ses relations avec les chefs locaux et des alliances matrimoniales pour consolider et préserver les positions de sa famille.
Sa restauration officielle a lieu le 6 février 1847 lors d'une cérémonie. Elle s'accompagne d'une allocation annuelle de 5000 $ et d'un loyer de 3000 $ pour ses territoires, sous l'encadrement et la supervision du gouverneur Armand Joseph Bruat. Ses actions et déplacements sont minutieusement contrôlés, ses choix éducatifs pour ses enfants sont contestés, et son influence domestique s’érode progressivement. Dès 1851, elle écrit au président français Louis-Napoléon Bonaparte pour dénoncer sa marginalisation, affirmant qu’elle est devenue « une étrangère dans son propre pays » et que sa parole n’a aucune valeur.
La reine est responsable des affaires intérieures, mais ses décisions doivent être acceptées par le gouverneur. L'administration tahitienne comporte, en dehors de la cour royale, des mutoi (agents de police) et des toohitu (juges des affaires foncières). Dans les îles, les chefs héréditaires de districts (tavana) sont d'abord maintenus, puis remplacés quelques années plus tard par des Conseils de districts.
Le protectorat concerne alors les îles du Vent, les îles Tuamotu et les îles Tubuai et Raivavae dans les Australes. En revanche, les îles Sous-le-Vent ont été explicitement exclues du protectorat. Les îles Gambier sont formellement indépendantes, mais sont gouvernées sous le contrôle des missionnaires de l'ordre des Pères de Picpus.

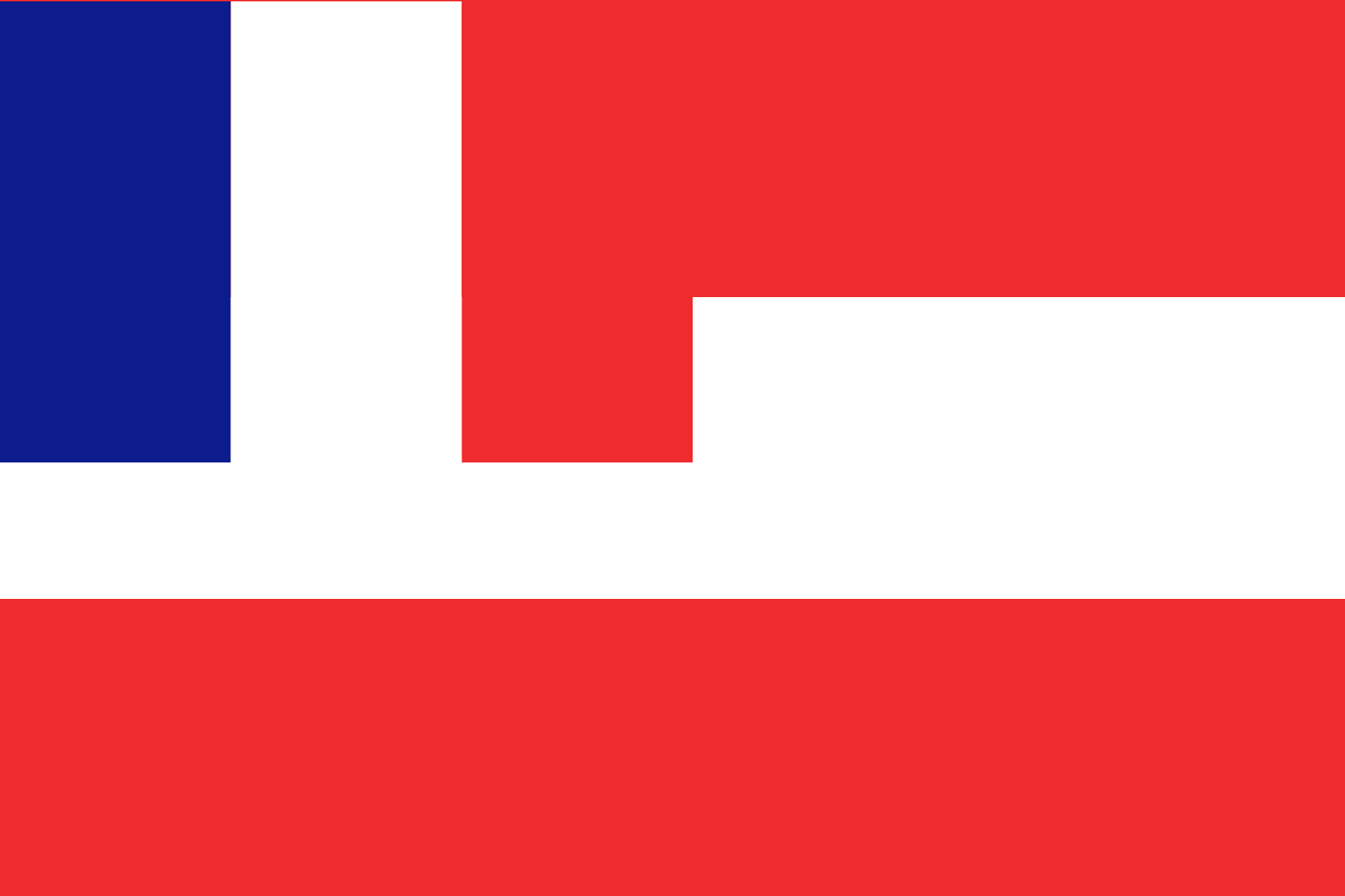
Drapeau du royaume de Tahiti sous le protectorat français (1844-1880).

L'expression d’« Établissements français de l’Océanie » (EFO) commence à apparaître dans les textes officiels en 1843. La direction du protectorat est assurée par un Commissaire (police des étrangers, affaires extérieures, armée), secondé par des administrateurs : l'ordonnateur (finances), le secrétaire général ou directeur de l'Intérieur (affaires indigènes) et les responsables de secteur (royaume de Tahiti, îles Marquises et, de 1853 à 1860, Nouvelle-Calédonie). À partir du 28 juin 1860, selon une instruction du ministre de la Marine et des Colonies, l'organisation prévue pour la Guyane par les ordonnances du 27 août 1828 et du 22 août 1833 est déclarée applicable aux Établissements français de l'Océanie.

Les Français règnent désormais en maîtres sur le royaume de Tahiti. En 1863, ils mettent fin à l’influence britannique en remplaçant les missions protestantes britanniques par la Société des missions évangéliques de Paris.

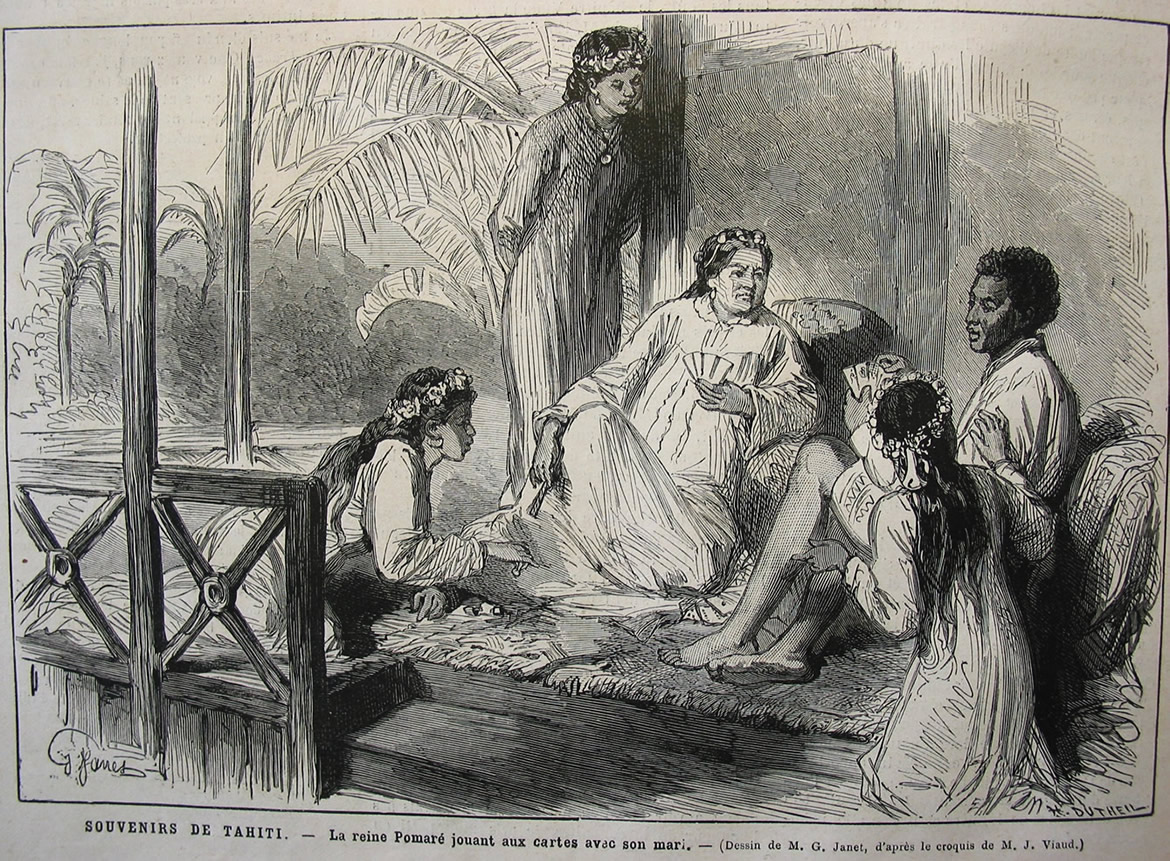
La reine Pomaré jouant aux cartes avec son mari.

En 1865, le gouverneur cherche à aligner les lois locales sur les pratiques des autres colonies françaises, tout en limitant l'autonomie tahitienne. Pōmare IV proteste contre la réduction de la compétence des tribunaux tahitiens et le transfert progressif des affaires foncières vers les juridictions françaises. La même année a lieu l'introduction du premier groupe de travailleurs chinois, en provenance du Guangdong (province de Canton), à la demande d'un planteur de Tahiti, William Stewart, pour une plantation de coton. Son entreprise ayant fait faillite en 1873, certains travailleurs chinois rentrent dans leur pays, mais un groupe important reste sur l'île.
En 1866 sont créés les conseils de districts, élus, qui se voient attribuer les pouvoirs des chefs traditionnels héréditaires (tavana). Dans le contexte de l'assimilation républicaine, ces conseils essaient malgré tout de protéger le mode de vie traditionnel des populations locales. Mais de façon générale, la société traditionnelle tahitienne subit une crise durable, les structures sociales anciennes ayant volé en éclats sous l’influence des missionnaires puis des républicains.

### Fin de règne et mort
Dans ses dernières années, Pōmare IV reste active sur la scène politique mais est de plus en plus marginalisée. Elle se retire fréquemment dans les districts pour se consacrer à des activités religieuses, en compagnie de membres de la communauté protestante. En dépit de ces retraits, elle demeure attentive à la transmission de son héritage dynastique. Toutefois, des tensions apparaissent avec ses successeurs, notamment son fils Ari‘iaue, dont le comportement controversé affaiblit davantage l’autorité royale. La fin du règne de Pomaré IV est marquée par des difficultés personnelles et politiques. Affaiblie par la maladie et éprouvée par des tragédies familiales, la souveraine est confrontée à une perte progressive de son influence et à des pressions financières récurrentes. Sa santé, fragile, la conduit à s'en remettre autant à la médecine traditionnelle qu'à l’expertise de médecins européens. La mort de sa petite-fille accentue son repli religieux dans ses dernières années.
Pōmare IV meurt d'une crise cardiaque le 17 septembre 1877, mettant fin à un règne long de cinquante ans qui lui vaut le surnom de « reine Victoria des mers du Sud ». Selon les mémoires de Marau Taʻaroa, la reine perd connaissance après ses ablutions matinales et, malgré l'intervention rapide du médecin royal, elle ne peut être réanimée.
Le corps de la reine est embaumé selon des techniques modernes pour l'époque. Placé dans un cercueil en plomb hermétique, puis dans un second cercueil en bois de tamanu, il est exposé dans la grande salle du palais, afin de permettre aux habitants de Tahiti et des archipels voisins de rendre hommage à leur souveraine. Les funérailles, qui ont lieu le 22 septembre 1877, sont marquées par une grande affluence et des manifestations de deuil selon les traditions tahitiennes. Les habitants des districts de Tahiti et de Moorea, tambours en tête et vêtus de noir, présentent leurs condoléances à la famille royale.
Le cortège funèbre quitte Papeete au matin, le cercueil de la reine étant placé sur un affût de canon et escorté par des troupes militaires et une foule compacte. La procession, accompagnée par des fanfares et des salves de canon, atteint la sépulture royale à Papaoa sous un mausolée à la pointe Outu'ai'ai (commune de Arue).
Son fils, Pōmare V, lui succède alors sur le trône. Deux ans plus tard, ce dernier finit par consentir à l'annexion du royaume par la République française en échange de conserver ses titres et les demeures de la famille royale et d’être fait officier de la Légion d’honneur.

## Mariages et descendance

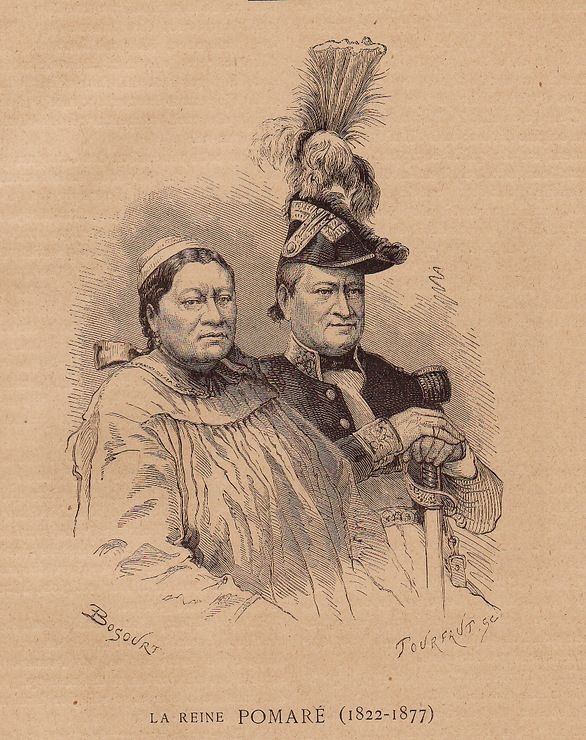
La reine et son époux le prince Ariʻifaaite.

Mariée en décembre 1822 à l'âge de 10 ans avec Tapoa, futur roi de Bora-Bora, elle en divorce en accédant à la royauté et épouse Ariʻifaaite, chef à Huahine, son cousin germain par sa mère, et avec qui elle donne naissance à :
1. Un garçon (1833, décédé jeune) mort de dysenterie ;
2. Le prince Henri Pōmare (1835, décédé jeune) mort de dysenterie ;
3. Le prince Ariʻiaue Pōmare (1838-1855) : héritier présomptif de Pōmare IV, mais atteint de tuberculose, il décède à la veille de ses 18 ans ;
4. Le prince Teratane Pōmare (1839-1891) : Pōmare V, roi de Tahiti de 1877 à 1880 ;
5. La princesse Teriʻimaevarua Pōmare (1841-1873) : Teriimaevarua II, reine de Bora-Bora ;
6. La princesse Victoria Pōmare (1844-1845) morte à l'âge d'un an ;
7. Le prince Tamatoa Pōmare (1842-1881) : Tamatoa V, roi de Raiatea ;
8. Le prince Punuariʻi Teriʻitapunui Pōmare (1846-1888) ;
9. Le prince Teriʻitua Tuavira Joinville Pōmare (1847-1875) ;
10. Tevahitua Pōmare (1850-1852) mort jeune.

Les enfants de la reine Pōmare IV et du prince Ariʻifaaite portent le prédicat d'altesse royale.

## Perceptions européennes

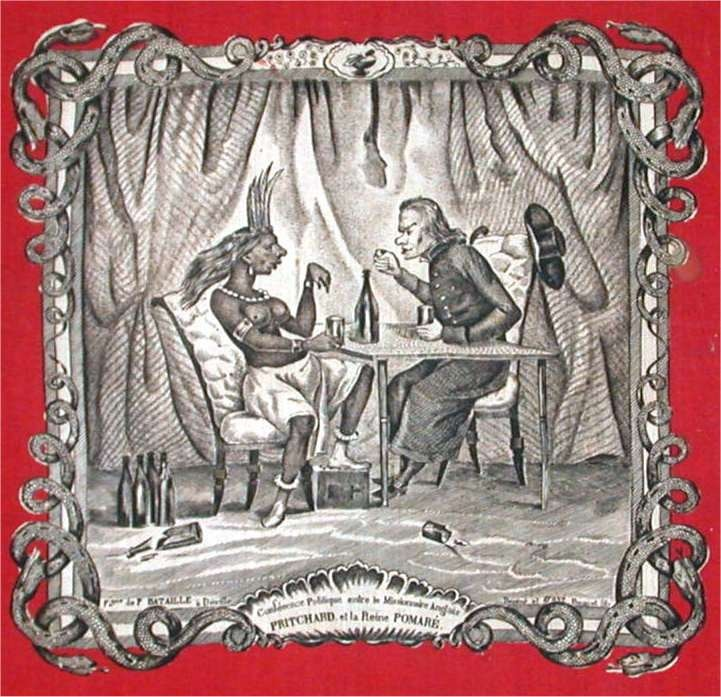
Gravure caricaturale représentant George Pritchard et la reine Pōmare IV.

Pōmare IV est au centre d’un processus complexe de construction culturelle et littéraire dans les textes européens du XIXe siècle. Sa figure est façonnée par un discours colonial qui alterne entre fascination exotique et satire. Elle est tour à tour présentée comme une mère protectrice, une martyre chrétienne ou une souveraine affaiblie, reflet des tensions entre colonisateurs et missionnaires. Elle devient tour à tour objet de moquerie et de romantisation dans les récits de marins, la littérature coloniale et la presse. Ces descriptions s’inscrivent dans une tradition littéraire marquée par l’imaginaire des îles paradisiaques héritées de Bougainville, souvent mêlées à des stéréotypes sur les femmes indigènes, leur sensualité et leur prétendue incapacité à gouverner. La « belle tahitienne » cède ainsi la place à une figure plus ambivalente, souvent dévalorisée dans les pamphlets français, où elle est caricaturée en figure grotesque ou déchue.
Elle devient également un personnage romantique sous les plumes d'Alexandre Dumas ou Pierre Loti, où elle est mise en scène comme une souveraine mélancolique, témoin du déclin de son royaume face à la colonisation. Ces auteurs exploitent la longévité de son règne et sa position de reine pour en faire un symbole d’un passé idéalisé, tout en occultant les enjeux politiques réels de son opposition au protectorat français. Son image, entrelacée à celle de son île, évoque une terre violée par les forces coloniales, un parallèle chargé d’une forte dimension spirituelle et émotionnelle.
Pōmare IV n’est pas la seule femme à régner sous la pression des puissances coloniales au XIXe siècle. Des figures comme Lalla Fatma N’Soumer ou Ranavalona Ire permettent de situer Pōmare dans une perspective comparative. Contrairement à ces figures guerrières, Pōmare adopte une posture de résistance diplomatique, utilisant la correspondance et les alliances internationales pour protéger son royaume. Cependant, comme ses contemporaines, elle fait face à une marginalisation genrée dans les récits européens, où son rôle politique est souvent minimisé ou tourné en dérision.
Malgré ces constructions biaisées, Pōmare IV s’est affirmée comme une dirigeante pragmatique. Ses alliances fluctuantes – d’abord avec les missionnaires protestants, puis avec les autorités françaises – traduisent un sens aigu de la stratégie. Elle illustre ainsi la difficulté pour une femme non européenne de s’imposer dans des hiérarchies masculines et coloniales. Son règne de cinquante ans démontre une résilience remarquable face à la domination étrangère, et son histoire, bien que déformée par les récits européens, est celle d’une reine qui a su manipuler les ressources à sa disposition.

## Dans la culture populaire

### Téléfilm et documentaire
En 2022, le rôle de Pōmare IV est interprété par l'actrice tahitienne Tuheï Adams dans le téléfilm français La dernière Reine de Tahiti, réalisé par Adeline Darraux.
La vie de Pōmare IV est au centre du documentaire Tahiti, une reine en héritage de Fabrice Gardel et Alexia Klingler (2022).

### Iconographie
Outre la photographie illustrant cet article, on connaît une gravure représentant Pōmare IV. Cette illustration figure dans l'ouvrage de Duperrey, Voyage autour du monde exécuté par ordre du roi, sur la corvette de Sa Majesté, La Coquille..., atlas du volume Histoire du voyage. Planche no 13, avec la légende : Femmes de l’ile Taïti. (Iles de la Société) 1. Po-maré Vahiné, régente. 2. Téré-moémoé ; veuve de Po-maré II. Lejeune et Chazal delt. De l’Impre de Rémond. Ambroise Tardieu sculpt.

## Titulature
Les titres qu'elle a portés au cours de son existence sont :
- 1813-1815 : Son Altesse la princesse ʻAimata ;
- 1815-1821 : Son Altesse Royale la princesse ʻAimata Pōmare ;
- 1821-1827 : Son Altesse Royale la princesse héritière de Tahiti ;
- 1827-1877 : Sa Majesté la reine de Tahiti et dépendances.